# Vegetació de Catalunya

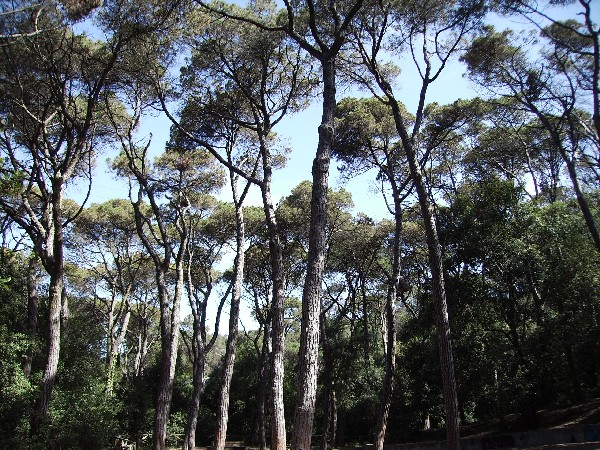
Pineda de Collserola, Barcelona

La vegetació de Catalunya en el seu estat actual depèn en gran manera del clima dels sòls però acusadament de factors econòmics, polítics i històrics. S'ha de diferenciar entre la vegetació potencial o climàcica i la vegetació real sovint una degradació de l'anterior o una substitució per espècies forestals o per conreus. La vegetació potencial es desenvoluparia i es mantindria sense l'acció humana i al contrari, en la vegetació real ha intervingut els interessos de la població humana. En alguns casos la legislació intervé per assegurar el manteniment de certs ecosistemes.
Distinció entre vegetació conreada i vegetació forestal

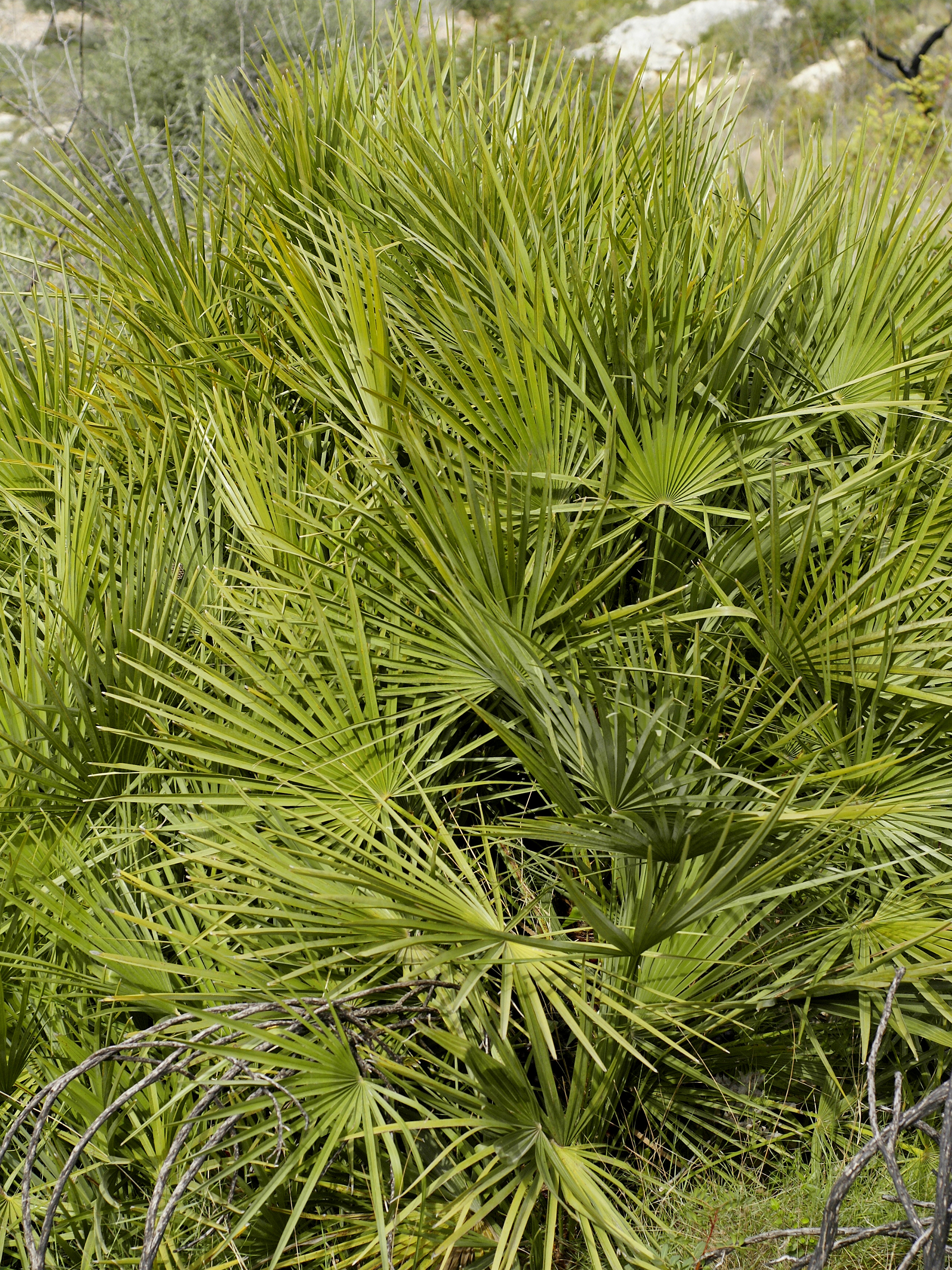
Margallons prop d'El Perelló

- Superfície total de Catalunya 3,19 milions de ha (31.900 km²)
- Forestal: aproximadament 2 milions d'ha., 61,3% del territori de Catalunya.
  - Forestal arbrada: uns 1,3 milions de ha, 42% del territori de Catalunya
  - Forestal no arbrada: uns 0,6 milions de ha, 20% del territori de Catalunya
- Conreus: aproximadament un milió de ha, 32% del territori (amb un 30% de regadiu)
  - Conreus llenyosos: 36% del total de conreus
  - Conreus herbacis: 64% del total de conreus
- Urbanitzat: uns 0,17 milions d'hectàrees, 5,5% del territori de Catalunya
- Rius i llacs:0,025 milions de ha, 0,8% del territori.
- Superfície total de la Catalunya del Nord: 0,41 milions de ha (4.116 km²)
- Forestal: 0,24 milions de ha, 59% del territori nordcatalà
- Conreada: 0,11 milions de ha, 26% del territori nordcatalà

## Fisiogeografia

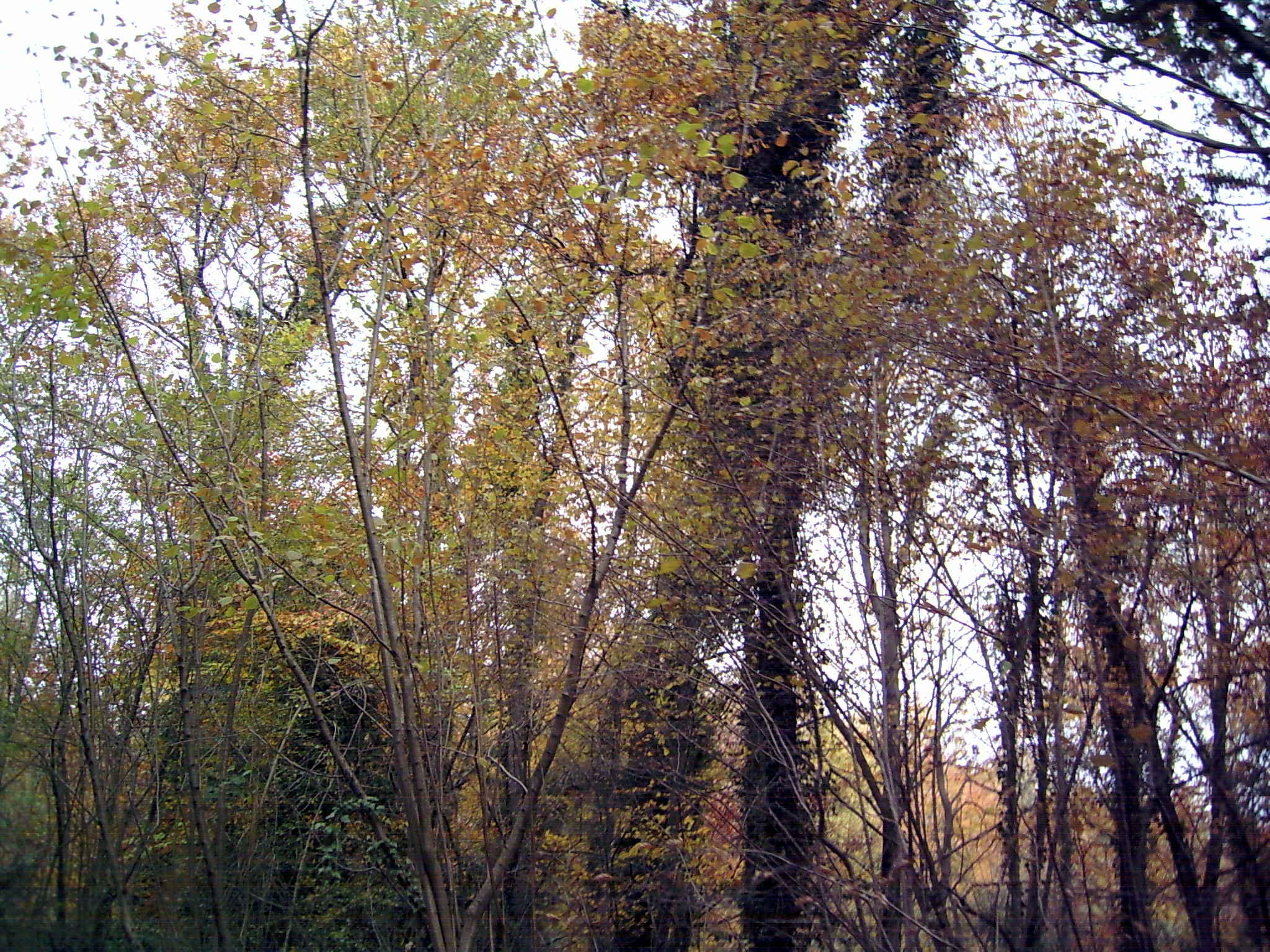
Fageda d'en Jordà a Santa Pau, Garrotxa

Al Principat de Catalunya, Catalunya més Catalunya del Nord, es troben els següents territoris, relacionats segons la seva vegetació:
- Pirineus: La major part en la cara sud i vessant oriental, essent excepcions, situats en la cara nord, la Vall d'Aran (conca superior del riu Garona), i una part del Capcir on neix el riu Aude.

- Prepirineu septentrional, zona oriental (el límit és la Serra de les Corberes) Les altituds màximes de la zona oriental dels pre-pirineus septentrionals no ultrapassen pràcticament els 1.000 m.

- Zona axial Les altituds màximes dels Pirineus i on predominen els materials silicis (àcids). El pic d'Aneto fa 3.404 m i la Pica d'Estats 3.143 m, el Canigó fa 2.785 m mentre que cap al mar finalitza amb els 1.257 m del Puig Neulós a la Serra de l'Albera.

- Prepirineu meridional: Amb valls i serralades calcàries, de vegades càrstiques, les muntanyes són d'altituds inferiors, Serra de Boumort: 2.070 m, Montsec: 1.678 m.

- Territori del ruscínic, o del Rosselló i l'Empordà: entre les Corberes i les Gavarres hi ha una baixa plana litoral de 20 a 30 km d'amplada màxima que es divideix entre una plana rossellonesa al nord i una plana empordanesa al sud. Són terres de clima mediterrani però exposades a la violència del vent de tramuntana i són relativament fredes a l'hivern i no gaire humides. L'aspecte de la vegetació és de caràcter més meridional que les terres que les envolten per l'oest i pel sud.

- Territori olositànic o del Sistema Transversal: aproximadament centrada en la Garrotxa, amb muntanyes baixes i mitjanes amb estructura tectònica de horst i fosses tectòniques limitades per falles. Tot i que és una zona petita és molt característica pel seu clima, que és el més humit de Catalunya fora de l'Alta muntanya, i per la presència de sòls vulcànics amb l'aparició d'espècies vegetals netament atlàntiques.

- Territori catalanídic o de les serralades litorals catalanes: La serralada litoral catalana (separada del mar per una estreta franja litoral amb rieres) i la serralada prelitoral catalana, separades per una plana prelitoral (Vallès, Penedès, Camp de Tarragona) i es pot distingir tres zones:

- - Zona septentrional: De les Gavarres fins al Montseny, és la zona més humida i té un clima mediterrani humit amb influències eurosiberianes: Destaquen la serra prelitoral del Montseny i la serra litoral del Montnegre.

- - Zona central: del Montseny al Priorat. Més seca i mediterrània amb un clima mediterrani marítim: les serres litorals de Marina, el Corredor, Collserola, el massís del Garraf, les planes prelitorals del Vallès i del Penedès, la plana litoral de Barcelona, les serres prelitorals de Montserrat, Prades, Montsant, Llaberia i la serra del Cardó.

- - Zona meridional: de l'Ebre fins al riu Sénia i, ja al País Valencià, fins a l'Alcalatén. El seu clima és més variat amb un clima mediterrani marítim al litoral i amb influències continentals i fins i tot eurosiberianes a les muntanyes prelitorals dels Ports. El relleu d'aquesta zona és amb una plana litoral poc extensa, la gran plana del Delta de l'Ebre, la serra litoral del Montsià (762 m), la zona prelitoral més o menys deprimida, La Galera i muntanyes i altiplans prelitorals: Ports de Beseit (Caro: 1447 m).

- Territori auso-segàrric: aproximadament l'altiplà central limitat pels Pirineus, per les Muntanyes Olositàniques i per les Muntanyes Catalanídiques, comprèn llocs de relleu suau, amb freqüència tabular amb altituds entre els 200 i els 1.000 m, en alguns llocs la terra conté guix, que dona lloc a una vegetació especial anomenada vegetació gipsòfila. Comprèn la Plana de Vic, l'altiplà del Moianès, l'altiplà de la Segarra, el Pla de Bages, les Serres de Soler i de Rubió (877 m), la Conca d'Òdena, els Altiplans i les serres de l'Alt Gaià i la Conca de Barberà. S'hi troben paisatges submediterranis al nord i paisatges mediterranis continentals a la resta.

- Territori sicòric: de la Segarra al Segrià, aproximadament. La depressió central és una plana baixa (120-500 m) amplament oberta per l'oest. Aquesta plana és el límit oriental de la gran plana de l'Ebre mitjà. El clima és mediterrani continental de tendència àrida, és la zona on plou menys de Catalunya, entre 400 i 350 litres.

## Comunitats climàtiques de les planes litorals
- Màquia litoral de garric i margalló (Querco-Pistacietum lentisci i Querco-lentiscetum)
- Alzinar amb marfull o típic o alzinar litoral

(Viburno-Quercetum ilicis i Quercetum ilicis galloprovinciale)
- Sureda, només es presenta en sòls àcids

(Viburno-Quercetum ilicis subas. suberetosum i Quercetum ilicis suberetosum)
- Alzinar muntanyenc (Quercetum mediterraneo-montanum)

## Vegetació degradada de les planes litorals
- Garriga amb garric (Quercetum cocciferae)

- Brolla

- - Brolla litoral calcícola de romaní i bruc d'hivern, associació botànica: Erico-Thymelaeetum tinctoriae

- - Brolla litoral silicícola comuna d'estepes i bruc boal, associació botànica: Cisto-Sarothamnetum catalaunici

- Prats secs mediterranis

- - Llistonar típic, associació botànica: Phlomido-Brachypodietum retusi (prats secs amb Brachypodium retusum)

- - Fenassar típic, associació botànica: Brachypodietum phoenicoidis(prats secs amb Brachypodium phoenicoides)

- - Prat sabanoide d'albellatge, associació botànica: Hyparrhenietum hirto-pubescentis (prats amb Hyparrhenia hirta)

- Pinedes mediterrànies

- - Pineda de pi blanc (Pinus halepensis)

- - Pineda de pi pinyer (Pinus pinea)

## Comunitats climàciques de les terres baixes mediterrànies continentals
- Màquia continental de garric i arçot associació botànica: Rhamno-Quercetum cocciferae
- Alzinar continental o carrascar, associació botànica: Quercetum rotundifoliae.

## Vegetació de lamuntanya mitjana
- Fageda
  - Fageda típica
    - Fageda típica amb joliu. associació botànica: Scillo-Fagetum
    - Fageda amb el·lèbor verd. associació botànica: Helleboro-Fagetum

  - Fageda acidòfila i oligotròfica
    - Fageda amb descàmpsia, associació botànica: Luzulo-Fagetum

  - Fageda submediterrània, calcícoles i xerofítiques
    - Fageda amb boix,associació botànica: Buxo-Fagetum
    - Fageda amb prímula, associació botànica: Primulo-Fagetum
- Roureda humida
  - Roureda de roure pènol, associació botànica: Isopyro-Quercetum roboris
  - Roureda de roure de fulla gran, associació botànica: Teucrio-Quercetum petraeae
- Roureda seca
  - Roureda de roure martinenc, associació botànica: Buxo-Quercetum pubescentis
  - Roureda de roure reboll, associació botànica: Cephalanthero-Quercetum pyrenaicae
  - Roureda de roure de fulla petita associació botànica: Violo-Quercetum fagineae
  - Roureda de roure africà, associació botànica: Carici-Quercetum canariensis
- Pinedes montanes
  - Pineda de pi roig, associació botànica: Deschampsio-Pinion i altres
  - Pineda de pinassa, associació botànica: Violo-Quercetum fagineae on domina la pinassa

## Vegetació d'alta muntanya
- Boscos subalpins
  - Avetoses amb avets, associació botànica: Goodyero-Abietetum
  - Pineda de pi negre amb neret, associació botànica: Rhododendro-Pinetum uncinatae
- Prats alpins
  - Diverses comunitats de prats segons el tipus dels sòls